# Superliga Brasileira de Voleibol Feminino de 1999–00
A Superliga Feminina de Vôlei 1999/2000 foi um torneio realizado a partir de 2 de Dezembro de 1999 até 15 de Abril de 2000 por onze equipes representando cinco estados.

## Participantes
Cascavel, Cascavel/PR
 Flamengo, Rio de Janeiro/RJ
 Força Olímpica, Brasília/DF
 Grêmio Londrina, Londrina/PR
 Macaé Sports, Macaé/RJ
 Minas, Belo Horizonte/MG
 Osasco, Osasco/SP
 Paraná, Curitiba/PR
 Pinheiros, São Paulo/SP
 Recreativa, Ribeirão Preto/SP
 São Caetano, São Caetano do Sul/SP

## Regulamento
- Fase Classificatória:As 11 equipes disputaram partida todas contra todas, em sistema de turno e returno. Após disputada as 20 rodadas, os dois primeiros colocados se classificaram automaticamente para a fase semifinal.
- Playoffs:Os times que ficaram entre terceiro e oitavo lugares foram divididos em dois triangulares. No primeiro, jogaram o terceiro, o quinto e o sexto colocados, no ginásio do terceiro, em turno único. Já o outro grupo teve o quarto, o sétimo e o oitavo, na casa do quarto colocado.

Os campeões dos triangulares enfrentaram nas semifinais os dois primeiros colocados da fase de classificação. As séries semifinais, assim como a série final, aconteceram em melhor de cinco jogos.

## Campeão
| Superliga Brasileira Feminina 1999-00 |
| ------------------------------------- |
| Paraná 2º Título                      |